# Cetatea dacică de la Cetățeni
Este o fortificație dacică situată pe teritoriul României.